# Atractus bocourti
Atractus bocourti е вид змия от семейство Смокообразни (Colubridae). Видът не е застрашен от изчезване.

## Разпространение
Разпространен е в Еквадор, Колумбия и Перу.